# Цианопиндолол
Цианопиндолол (МНН) — это лекарство, являющееся цианопроизводным пиндолола и действующее одновременно и как β1-селективный адреноблокатор, и как антагонист 5-HT1A-рецепторов. Его меченое короткоживущим радиоактивным изотопом йода 125I йодированное производное йодоцианопиндолол широко используется в ауторадиографических исследованиях распределения β1-адренорецепторов в организме.